# 明治学院中学校・明治学院東村山高等学校
明治学院中学校・明治学院東村山高等学校（めいじがくいんちゅうがっこう・めいじがくいんひがしむらやまこうとうがっこう）は、東京都東村山市富士見町一丁目に所在し、中高一貫教育を提供する私立中学校・高等学校。高等学校において、中学校から入学した内部進学の生徒と高等学校から入学した外部進学の生徒との間では、第1学年から混合してクラスを編成する併設型中高一貫校。学校法人明治学院が設置する。中学校・高等学校合わせて明治学院東村山中学高等学校と通称されることもある。ただし、高等学校は、白金台にある明治学院高等学校との区別のために校名に「東村山」が付くが、学校法人明治学院が設置する中学校は一校のみのため、中学校の正式校名には「東村山」が付かない。

## 概要
キリスト教宣教師によって設立された学校であるため、キリスト教を用いた教育が行われている。毎朝、礼拝が行われるのが特徴。教員もクリスチャンが多い。授業は週6日制。
生徒の中には、海外にホームステイをしたり、1年間海外留学する者もいる。なお、同一敷地内の明治学院東村山高等学校へは原則として進学でき、一部の部活などは高校とも連携、教員も中高を兼任する。
以前の敷地は全学院で使用していたため28,221坪あり、野球場や2つのグラウンドも持っていた。その後学院発展のため西側11,191坪が売却され、現在の中高のみの敷地面積は広いグラウンドを含む17,030坪である。また、元駐日アメリカ大使であるエドウィン・ライシャワーの生家が「ライシャワー館」として残されているほか、聖書植物園などの施設もある。

## 沿革

### 経緯
明治学院の創立は、ヘボン式ローマ字で有名な宣教師ジェームス・カーティス・ヘボンが1863年に開塾した英学塾。その後、1877年に東京一致神学校となり、1887年明治学院として開校する。東村山の敷地は1955年川崎溝の口敷地の代替えとして元東京陸軍少年通信兵学校敷地の一部28,221，32坪を借り受け整備を開始、翌年1956年12月1日に入手する。1963年に当時の学院長だった武藤富男により、東村山敷地東側遊休地にまず東村山高校を新設し、追って中学校が移転してきた。このため、高校は白金にもあるが、中学校は東村山にのみ設置される形となる。

### 年表
- 1887年（明治20年） - 港区白金台に明治学院を設立。
- 1963年（昭和38年） - 明治学院東村山高等学校設立。
- 1966年（昭和41年） - 明治学院中学校を港区白金台より東村山に移転。
- 1991年（平成3年） - 明治学院中学校・明治学院東村山高等学校の男女共学開始。

## 明治学院大学への進学
明治学院大学への進学には「明治学院大学系列校特別推薦」という内部試験制度がある。
- I　基本骨子

3年間の評定平均値を基に成績順に並べ、上位の生徒から希望学科を受験する。各学科には特別推薦受験者の定員枠があり、特別推薦と他大学受験の併願は認められない。特別推薦合格者は必ず入学しなければならない。生活（欠席・遅刻・早退）の状況や、処罰によっては特別推薦が受験できない推薦除外条件がある。 
- II　具体的な受験制度 
  - (1) 学年成績上位30%まで（A推薦）：書類審査
  - (2) 学年成績上位30% - 80%まで（B推薦）：全学部、書類審査と面接試験及び小論文試験
  - (3) 学年成績上位80% - 100%：選考基準外により、受験不可。他大学受験となる。

※ 少数ではあるが、80%に入らなかった場合でもchallenge推薦が出願できる場合がある。
※他大学を受験しても、成績優良者であればS推薦を受験することが可能であり、明治学院大学を抑えにしながら他大学を受験することも可能である。
- III　願書提出

願書提出は10月中旬頃で、受験生は願書とともに、希望学科に対する志望理由書を提出する。

## 交通
出典 : 
- 西武鉄道国分寺線・拝島線小川駅で下車してから徒歩10分。
- 西武多摩湖線八坂駅から徒歩12分。
- 武蔵野線新小平駅から徒歩25分。
- 西武バス 立34・久84 明法学院前下車、徒歩6分。
- ぶるべー号 栄町ルート 東京都職員住宅東バス停下車。

## 部活動

### 中学校
- 運動部
  - 野球
  - サッカー
  - 男子バスケットボール
  - 女子バスケットボール
  - 女子バレーボール
  - バドミントン
  - 柔道
  - 剣道
  - 男子硬式テニス
  - 女子硬式テニス
  - 水泳
  - ラグビー
  - フラッグフット

- 文化部
  - 自然科学
  - ハンドベル
  - 美術
  - ハンドメイド
  - 演劇
  - 鉄道研究
  - 将棋
- 同好会
  - キリスト教研究

### 東村山高等学校
- 運動部
  - 野球
  - サッカー
  - ラグビー
  - アメリカンフットボール
  - 陸上
  - 男子バスケットボール
  - 女子バスケットボール
  - 女子バレーボール
  - 男子バドミントン
  - 女子バドミントン
  - 柔道
  - 剣道
  - 男子硬式テニス
  - 女子硬式テニス
- 文化部
  - ハンドベル
  - ブラスバンド
  - 美術
  - 自然科学
  - ダンス
  - 軽音楽
  - 将棋
  - 文芸
  - ゴスペルクワイア
  - キリスト教研究
  - 演劇
  - 鉄道研究
  - ハンドメイド

特に高校ラグビー部は東京都ベスト８に進出するなど近年力をつけ始めている。

## 著名な関係者

### 出身者（俳優・声優）
- 白鳥哲（声優、俳優、映画監督）
- 伊藤健太郎（声優）
- 池田香織（女優）
- 武田光太郎（俳優）
- 田中弘太郎（元俳優）
- 西村仁（俳優、声優）

### 出身者（作家）
- 山根一眞（ノンフィクション作家）
- 中村淳彦（ノンフィクション作家）
- 武田砂鉄（作家、編集者）

### 出身者（音楽）
- 森重樹一（ミュージシャン）
- 矢作綾加（作詞家）

### 出身者（スポーツ）
- 赤堀龍秀（ラグビー選手）
- 丸田泰裕（アメリカンフットボール選手）
- 澤柳亮太郎（プロ野球選手）

### 出身者（政治）
- 並木克巳（元東京都東久留米市長）
- 清水勇人（さいたま市長）

### 出身者（学術）
- ユウジン・ナガサワ（哲学者、イギリス・バーミンガム大学教授）
- 中野実（神学者、東京神学大学教授）
- 小林奈穂（研究者）

### 出身者（専門家）
- 三遊亭右紋（落語家）
- 錦笑亭満堂（落語家、2023年6月30日までは三遊亭とむ、元お笑い芸人・末高斗夢）
- 志村リョウ（デザイナー、造形作家）
- 加藤シルビア（TBSアナウンサー）
- 田中健太（TBSテレビディレクター）
- 内藤裕文（ヒロ内藤、宇宙飛行士向井千秋の実弟、プロアングラー）
- 松田馨（選挙プランナー）
- 増木清行（戦略経営コンサルタント、著述家）

### 他
- 第7代院長：武藤富男（明治学院東村山高等学校創立者・同校初代校長。明治学院中学が白金から東村山へ移転時の校長）
- エドウィン・O・ライシャワー（東洋史研究者。本校敷地内に生家が移築されている）

### その他

創立者J.C.ヘボン像

- 創立者J.C.ヘボン像初代院長：J.C.ヘボン博士　:（1887年 - 1901年）
- 第7代院長：武藤富男（明治学院東村山高等学校創立者・同校初代校長。明治学院中学が白金から東村山へ移転時の校長）
- エドウィン・O・ライシャワー（東洋史研究者。本校敷地内に生家が移築されている）